# WWE Cruiserweight Championship
WWE Cruiserweight Championship là một chức vô địch đấu vật chuyên nghiệp được tạo ra và phát triển bởi công ty đấu vật chuyên nghiệp Mỹ WWE. Nó được bảo vệ ở Raw và 205 Live. Nhà vô địch hiện nay là Buddy Murphy (là lần giữ đai đầu tiên của anh).